# Union Sportive Créteil-Lusitanos
O Union Sportive Créteil-Lusitanos é um clube de futebol francês localizado na cidade de Créteil, em Île-de-France. Foi fundado em 1936 e joga na Championnat National 2 (5.ª divisão) da liga francesa de futebol.

## História
O Créteil foi fundado em 1936 com o nome de US Créteil. Em 2002 ocorreu a fusão com a equipe do Lusitanos de Saint-Maur, trocando-se para o nome atual. Mesmo com a nova denominação, o Lusitanos não foi extinto (foi remanejado para uma liga regional de Paris).
Na temporada 1988–89, a equipe estreou na Ligue 2, divisão pela qual jogava até a temporada 2008–09, quando foi rebaixado, e consequentemente perdendo o estatuto de clube profissional, retomado em 2013. Com a queda para o Championnat National 2, voltou a ser um clube semiprofissional, durando apenas uma temporada, com a conquista do título da quarta divisão e o acesso ao Championnat National.

## Estádio
O Stade Dominique Duvauchelle foi inaugurado em 1985, com capacidade para 12.000 pessoas.

## Comissão técnica
| Função                | Nome                  | Nacionalidade |
| --------------------- | --------------------- | ------------- |
| Treinador             | Stéphane Masala       | França        |
| Auxiliar-técnico      | Vincent Di Bartoloméo | França        |
| Auxiliar-técnico      | Eduardo Moreira       | Portugal      |
| Treinador de goleiros | Thierry Lepesqueux    | França        |
| Fisioterapeuta        | Olivier Roussey       | França        |
| Diretor esportivo     | Rui Pataca            | Portugal      |
| Coordenador esportivo | Hélder Esteves        | Portugal      |